# Wojciech Lisiecki
Wojciech Lisiecki (ur. 20 kwietnia 1992 w Mogilnie) – polski żużlowiec.
Sport żużlowy uprawia od 2009 roku, w barwach klubów Start Gniezno (2009, 2011–2013) oraz Kolejarz Rawicz (2010, 2012, 2014). 
Srebrny medalista młodzieżowych drużynowych mistrzostw Polski (Bydgoszcz 2011). Finalista młodzieżowych indywidualnych mistrzostw Polski (Bydgoszcz 2012 – X miejsce). Finalista młodzieżowych mistrzostw Polski par klubowych (Gniezno 2012 – IV miejsce).